# جف وولنو
جف وولناف یک کارگردان سینما و تلویزیون است که مسیر شغلی فعال او از اوایل ۱۹۹۰ شروع شد. 
وولناف چندین جایزه برده و چندین قست از سریال های پرمخاطب را کارگردانی کرده است؛ از جمله:
- "وایکینگ ها"
- "ادراک"
- "مس"
- "امید زندگی"
- "اریکا بودن" (برند بهترین سریال تلویزیونی)
- "ان سی آی اس"
- "سوپرنچرال"
- "سی اس آی: بررسی صحنه جرم"
- "استخوان ها"
- "لاس وگاس"
- "گرفته شده"
- "فرشته تاریکی"
- "مرده مثل من"
- "محدوده بیرونی" (سریال مدرن)